# Cazzano di Tramigna

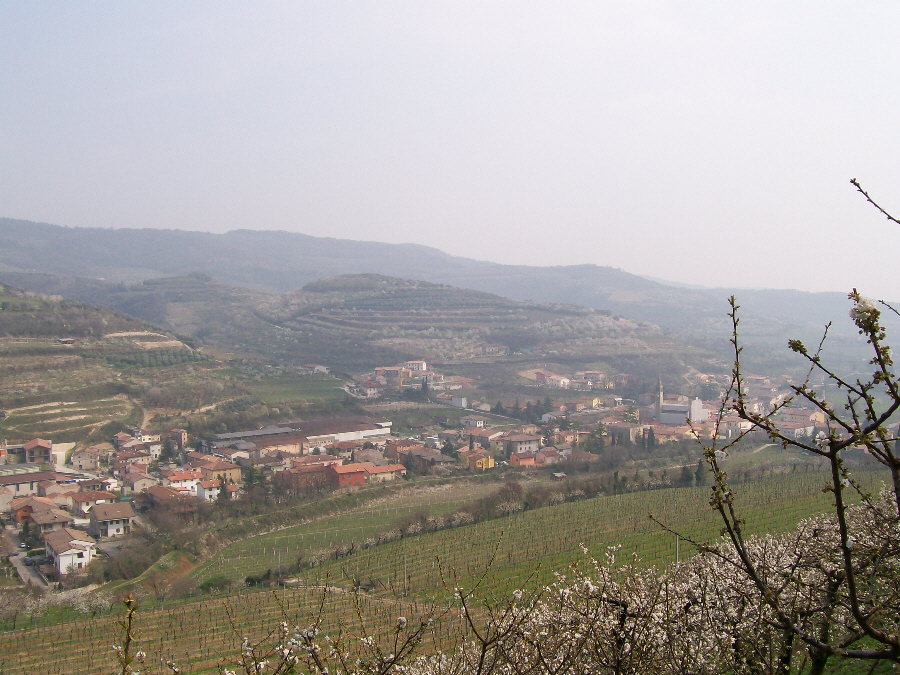
Blick auf Cazzano di Tramigna

Cazzano di Tramigna ist eine nordostitalienische Gemeinde (comune) mit 1492 Einwohnern (Stand 31. Dezember 2023) in der Provinz Verona in Venetien. Die Gemeinde liegt etwa 17 Kilometer ostnordöstlich von Verona.

## Wirtschaft
Cazzano di Tramigna liegt im Weinbaugebiet, in dem insbesondere der Valpolicella und der Recioto angebaut wird.